# Indigofera suffruticosa
Indigofera suffruticosa är en ärtväxtart som beskrevs av Philip Miller. Indigofera suffruticosa ingår i släktet indigosläktet, och familjen ärtväxter. Utöver nominatformen finns också underarten I. s. suffruticosa.

## Bildgalleri

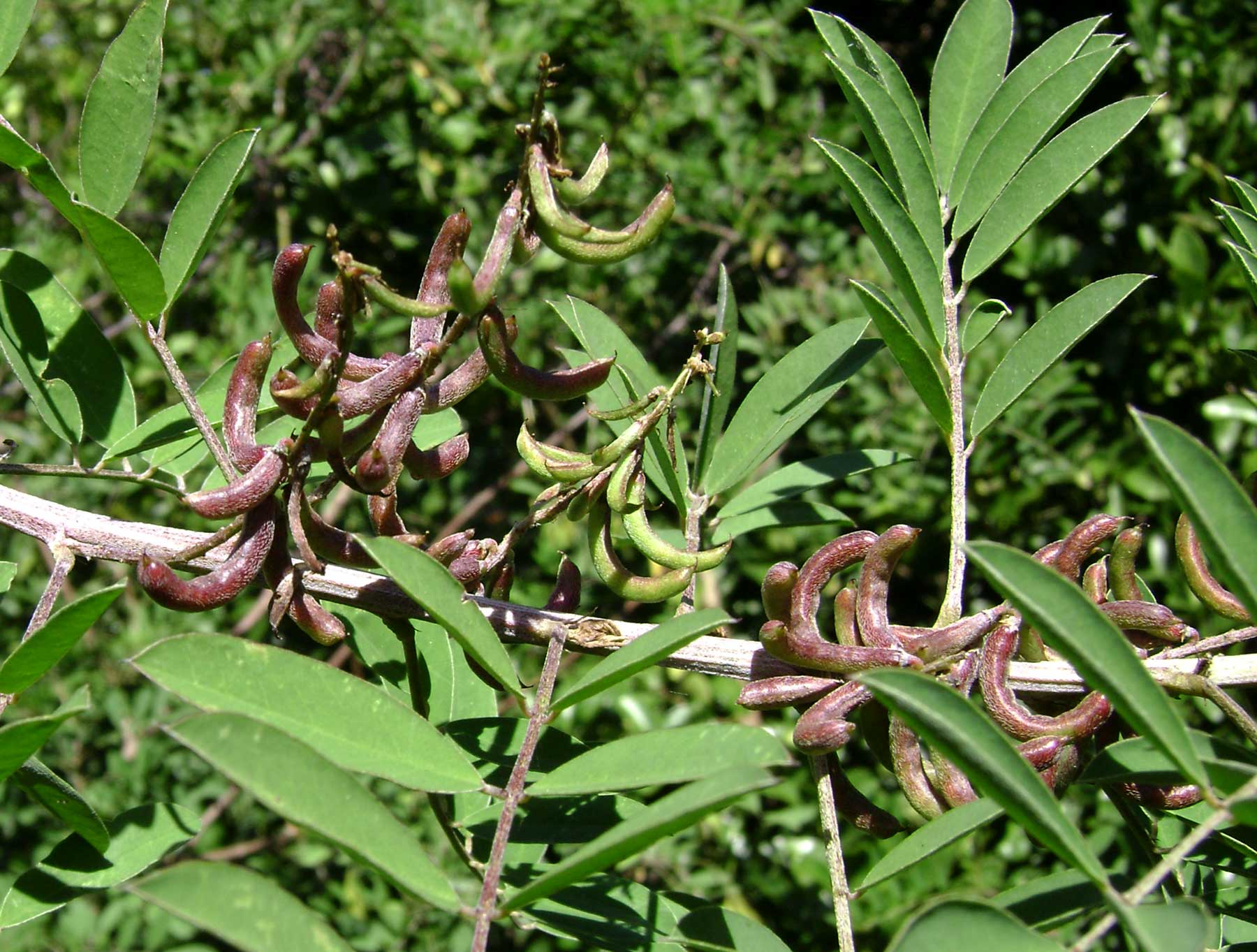
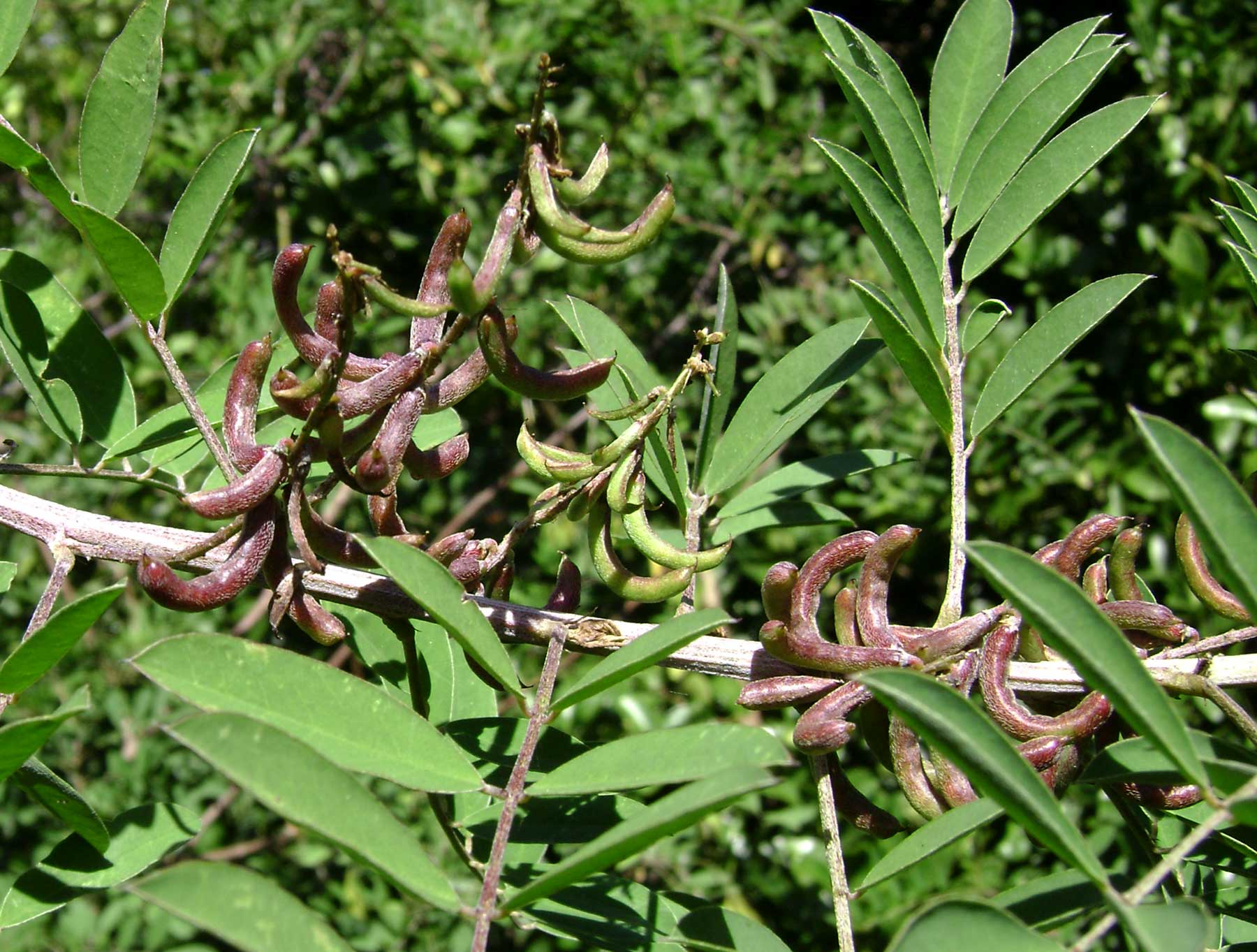
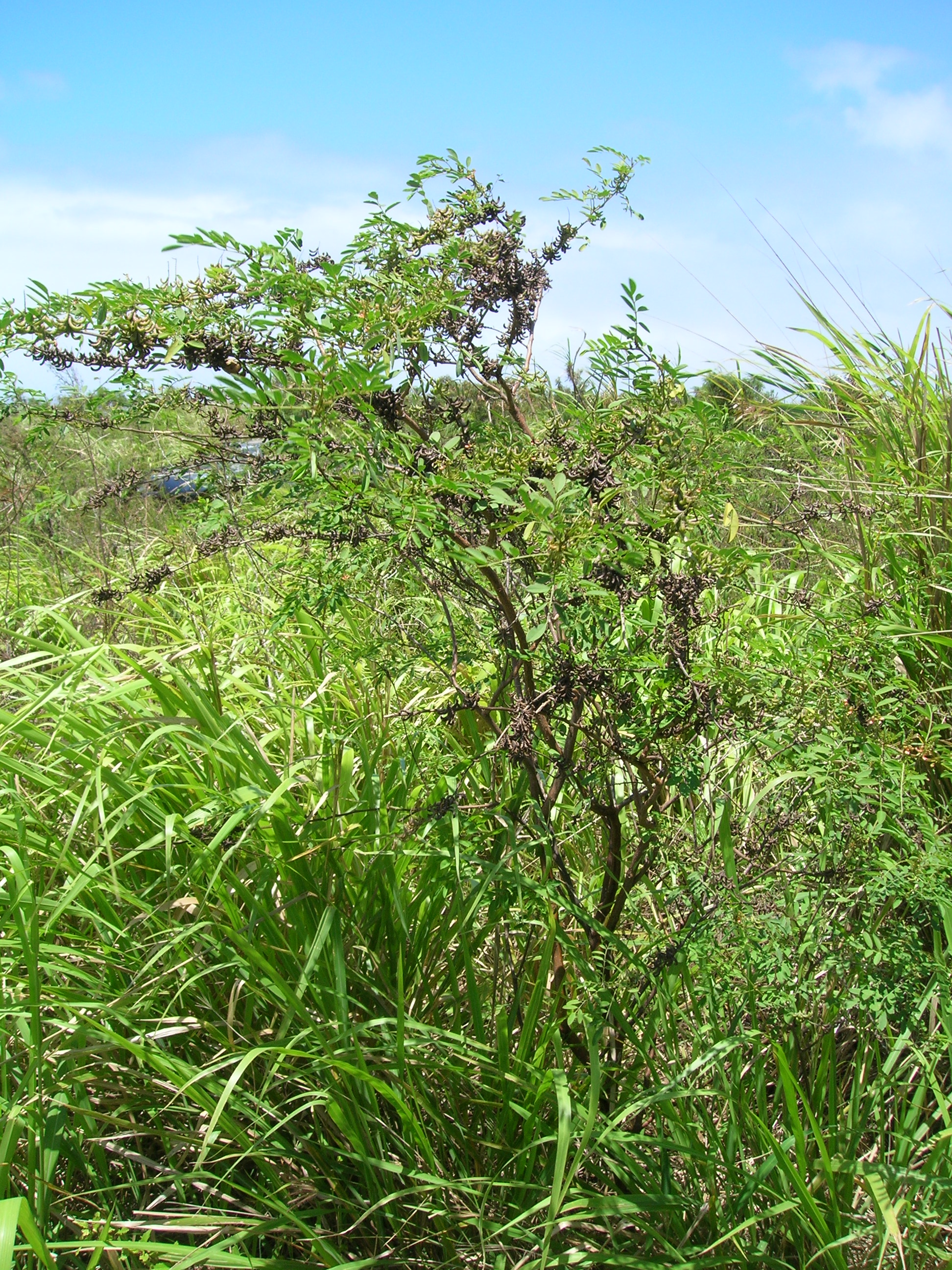
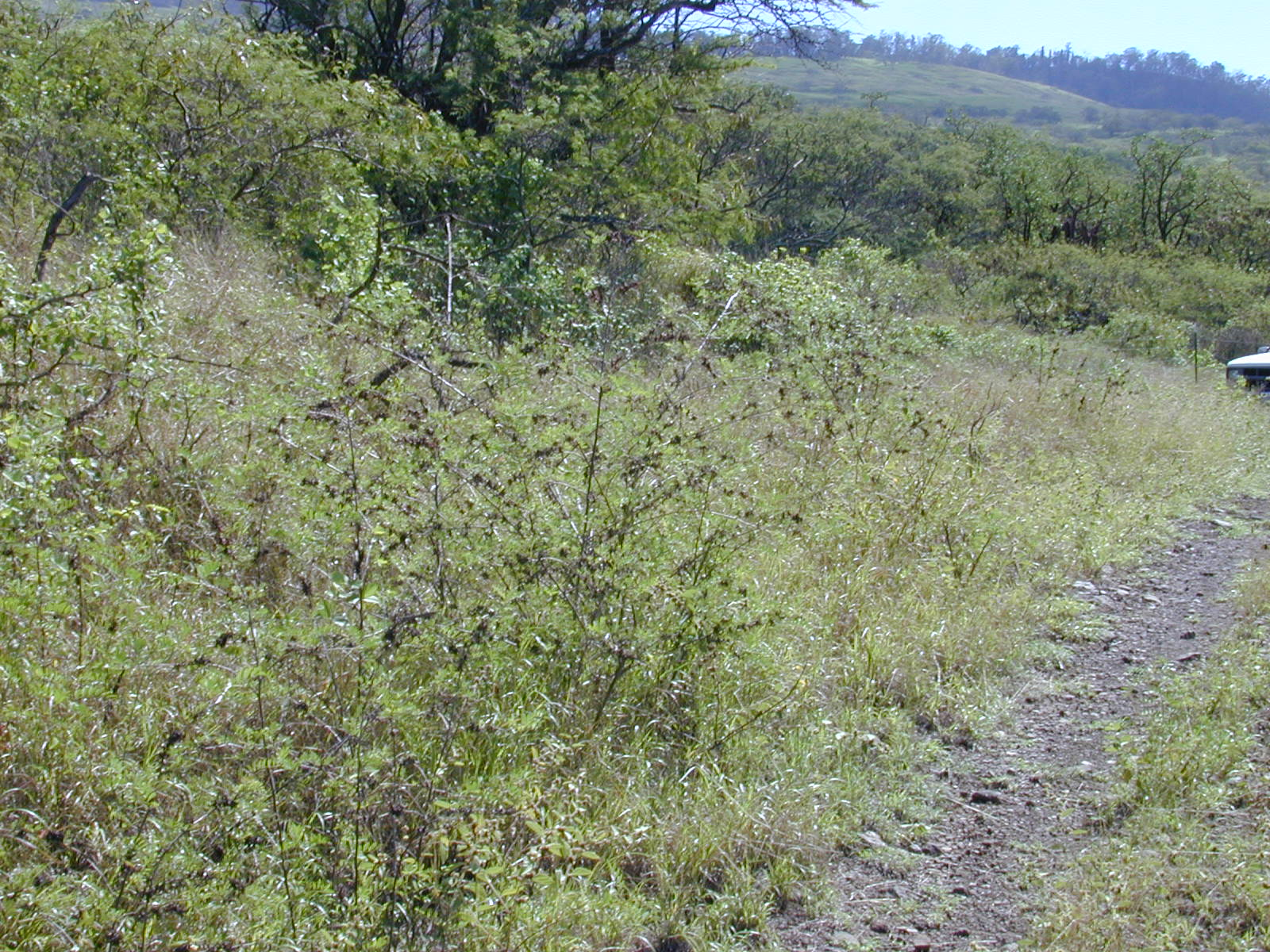
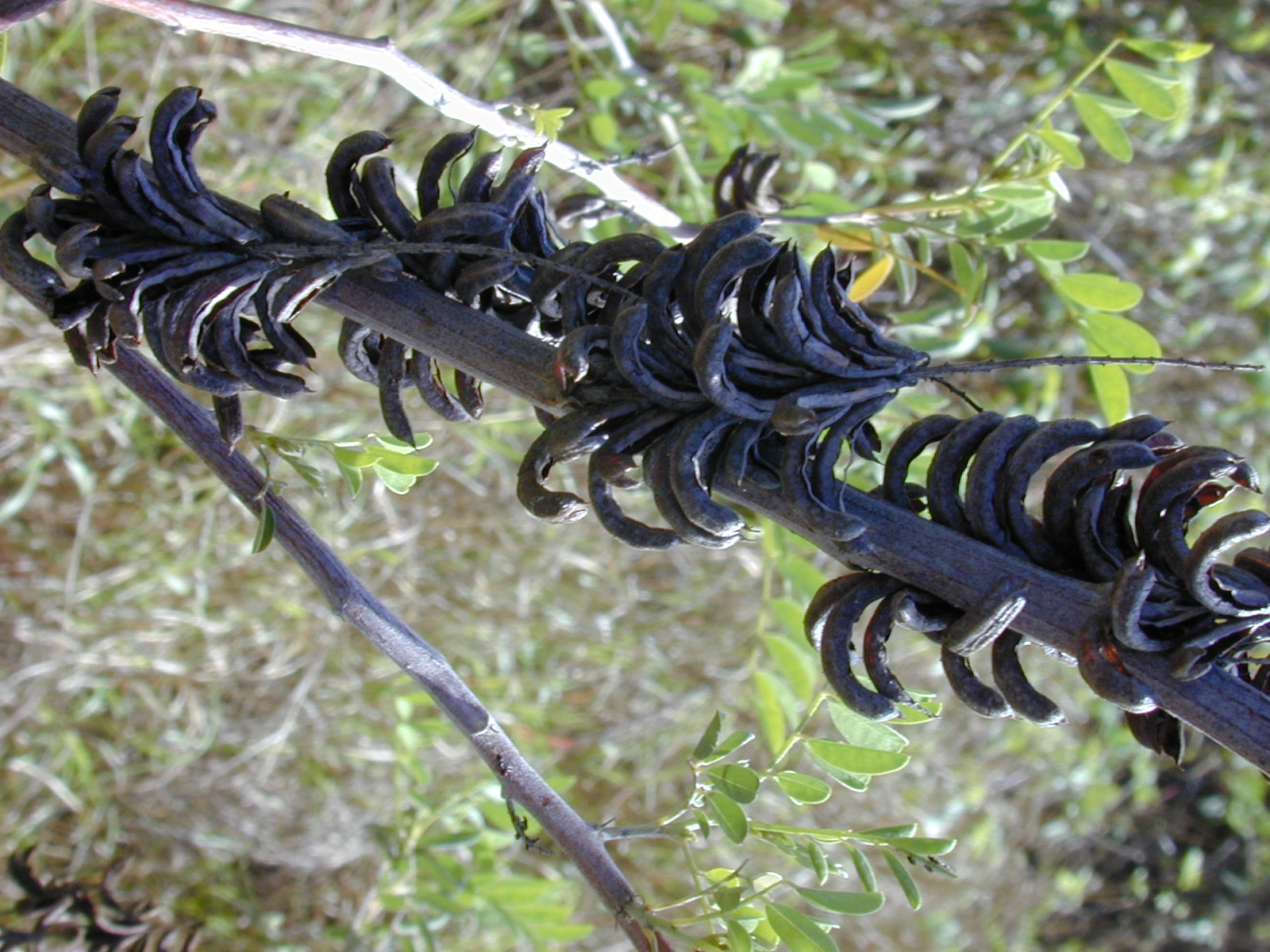